# Emergències 112
El Centre d'Atenció i Gestió de Trucades d'Urgència 112 Catalunya és una entitat pública gestionada pel Departament d'Interior de la Generalitat de Catalunya.
El 112 disposa de dos centres d'atenció telefònica. El centre de Barcelona, ubicat a l'Hospitalet de Llobregat, on comparteix seu amb el Sistema d'Emergències Mèdiques, i la seu de Reus. El Centre d'Atenció i Gestió de Trucades d'Urgència 112 Catalunya centralitza totes les trucades urgents per tal que qualsevol ciutadà pugui sol·licitar els serveis públics d'urgències sanitàries, extinció d'incendis i salvament, seguretat ciutadana i protecció civil quan es trobi en una situació d'emergència: accidents, incendis, robatoris, agressions, violència masclista, rescats o catàstrofes. Dona resposta immediata les 24 hores del dia els 365 dies de l'any. És d'accés universal i permanent per a tots els ciutadans des de qualsevol tipus de telèfon, fix o mòbil.

## Telèfon únic d'emergències europeu
El Consell de la Unió Europea va prendre la decisió d'introduir el 112 com a únic número d'urgències europeu perquè totes les persones que es desplacin per Europa no necessitin conèixer tots els números d'emergència locals.
Es pot demanar ajuda urgent trucant al 112 als 27 estats membres de la Unió Europea i en altres països de la zona europea: Alemanya, Àustria, Bèlgica, Bulgària, Croàcia, Dinamarca, Eslovàquia, Eslovènia, Espanya, Estònia, les illes Fèroe, Finlàndia, França, Grècia, Hongria, Irlanda, Islàndia, Itàlia, Letònia, Liechtenstein, Lituània, Luxemburg, Macedònia del Nord, Malta, l'illa de Man, Mònaco, Noruega, els Països Baixos, Polònia, Portugal, el Regne Unit, la República Txeca, Romania, Sèrbia, Suècia, el Vaticà i Xipre. El 112 també està actiu en altres països com Israel, algunes regions de Rússia o Turquia.